# Storm Runner
Storm Runner im Hersheypark (Hershey, Pennsylvania, Vereinigte Staaten) ist eine Stahlachterbahn vom Modell Accelerator Coaster des Herstellers Intamin, die am 6. Mai 2004 eröffnet wurde.
Sie war die erste Achterbahn des Modells mit Inversionen.

## Technik
Um eine höhere Kapazität zu erreichen, wurden zwei Stationen gebaut, die parallel zueinander stehen. Somit können gleichzeitig zwei Züge abgefertigt werden. Vor beiden Stationen befindet sich eine Weiche, welche die jeweilige Station mit der Hauptstrecke verbindet. Fährt Zug 1 über die Weiche auf die Beschleunigungsstrecke und fährt dann über die gesamte Strecke, stellt sich die Weiche in der Zwischenzeit um auf Station 2, damit der zweite Zug bereits auf die Beschleunigungsstrecke geschickt werden kann, nachdem der erste Zug die Magnet-Schlussbremse erreicht hat.
Die Anlage erreicht eine Höhe von 45,7 m und beschleunigt die Züge innerhalb von 2 Sekunden von 0 auf 115,9 km/h. Sie besitzt einen Top-Hat sowie drei Inversionen und neben der Doppelladestation auch ein Wirbelstrombremssystem.

## Züge
Storm Runner besitzt zwei Züge mit jeweils fünf Wagen. In jedem Wagen können vier Personen (zwei Reihen à zwei Personen) Platz nehmen. Die Sitzplätze sind ausgestattet mit Schulterbügeln.